# Lijst van beelden in Beverwijk
Dit is een (onvolledige) chronologische lijst van beelden in Beverwijk. Onder een beeld wordt hier verstaan elk driedimensionaal kunstwerk in de openbare ruimte van de Nederlandse gemeente Beverwijk, waarbij beeld wordt gebruikt als verzamelbegrip voor sculpturen, standbeelden, installaties, gedenktekens en overige beeldhouwwerken.

## Beverwijk(plaats)
| Geplaatst | Omschrijving                                                  | Kunstenaar                       | Straat                                                                                          | Plaats                  | Materiaal                               | Afbeelding |
| --------- | ------------------------------------------------------------- | -------------------------------- | ----------------------------------------------------------------------------------------------- | ----------------------- | --------------------------------------- | ---------- |
| 18e eeuw  | twee natuurstenen sokkels met decoratie in Lodewijk XIV-stijl |                                  | Velserweg 2 (Huis Scheybeek)                                                                    | Beverwijk               | natuursteen                             |            |
| 18e eeuw? | Zonnewijzer op sokkel                                         |                                  | Velserweg 2 (Huis Scheybeek)                                                                    | Beverwijk               | natuursteen /metaal                     |            |
| 1912      | Dr. Schuitfontein                                             |                                  | Moensplein                                                                                      | Beverwijk               |                                         |            |
| 1925      | Jan de Wind-gedenkbank                                        | Onbekend                         | Kerkstraat                                                                                      | Beverwijk               | Baksteen, graniet en hout               |            |
| 1944      | Heilig Hartbeeld                                              | Charles Vos                      | Galgenweg (Onze Lieve Vrouw van Goede Raad)                                                     | Beverwijk               |                                         |            |
| 1944 ?    | Maria met Kind (mozaïek)                                      |                                  | Galgenweg (Onze Lieve Vrouw van Goede Raad)                                                     | Beverwijk               |                                         |            |
| 1949      | Bevrijdingsmonument                                           | Gerrit Bolhuis                   | Westerhoutplein                                                                                 | Beverwijk               | Frans zandsteen                         |            |
| 1959      | Groene Kikker                                                 | Janneke Ducro-Kruijer            | Prins Bernhardlaan / Akerendamlaan                                                              | Beverwijk               | Brons                                   |            |
| 1960      | Mens-stad-leven                                               | Annemarie Leenders-Kusters       | Stationsplein                                                                                   | Beverwijk               | Brons                                   |            |
| 1960?     | Stenen wandbeeld                                              | René Karrer                      | Anemonenlaan / Warande                                                                          | Beverwijk               | beton                                   |            |
| 1962      | Poppenkast Petrouchka                                         | Ellen Beerthuis-Roos             | Beneluxlaan                                                                                     | Beverwijk               |                                         |            |
| 1962      | De Tuinder                                                    | Annemarie Leenders-Kusters       | Plesmanweg / Blériotlaan                                                                        | Beverwijk               | Brons                                   |            |
| 1963      | Flierefluiter                                                 | Onbekend                         | Maerten van Heemskerckstraat, (voorm. RK basisschool de Lunetten)                               | Beverwijk               | staal                                   |            |
| 1964      | Prometheus                                                    | Hans IJdo                        | Warande                                                                                         | Beverwijk               | Brons                                   |            |
| 1964      | Ruiter te paard                                               | Eric Claus                       | Laan der Nederlanden / Oosterwijkpark                                                           | Beverwijk               |                                         |            |
| 1964      | John F. Kennedy                                               | Dick Stins                       | Pres. Kennedyplein                                                                              | Beverwijk               | Brons                                   |            |
| 1965      | mozaïek Bloem en blad                                         | René Karrer                      | Bankenlaan 174, (begraafplaats)                                                                 | Beverwijk               | natuursteen                             |            |
| 1965      | Reflectie op het water                                        | René Karrer                      | Kuikensweg 84, (Sportfondsenbad)                                                                | Beverwijk               | lei, natuursteen, beton                 |            |
| 1965      | Stoeiende jongens                                             | Marian Gobius                    | Wijkerbaan                                                                                      | Beverwijk               |                                         |            |
| 1965      | Levenscyclus                                                  | Piet Schoenmakers                | Büllerlaan 2 (eerdere locatie, Pres. Kennedyplein 1),                                           | Beverwijk               | Keramiek                                |            |
| onbekend  | gevelreliëf                                                   | onbekend                         | Büllerlaan 2 (Kennemercollege)                                                                  | Beverwijk               | metaal                                  |            |
| 1964      | 6 mozaïeken                                                   | René Karrer                      | 3 flats, Plesmanweg, Uiverhof en Pelikaanhof                                                    | Beverwijk               | baksteen, grint, leisteen, beton, gruis |            |
| 1970      | Monument voor na de derde wereldoorlog                        | Nico Betjes                      | Stationsplein (stadhuis)                                                                        | Beverwijk               | staal                                   |            |
| 1970      | Zonder titel                                                  | Piet Schoenmakers                | Openbare bibliotheek aan het Kerkplein                                                          | Beverwijk               | basreliëf                               |            |
| 1972      | Eend                                                          | Nico Betjes                      | Laan van Blois 100                                                                              | Beverwijk               | Brons                                   |            |
| 1974      | Kikkers                                                       | Nico Betjes                      | Grote Houtweg 180                                                                               | Beverwijk               |                                         |            |
| 1974      | Paardenhek                                                    | Nico Betjes                      | Populierenlaan / Noorderwijkweg                                                                 | Beverwijk               | Beschilderd staal                       |            |
| 1975      | Monument voor een omgehakte boom                              | Nico Betjes                      | Laan der Nederlanden / Luxemburglaan (Willem-Alexanderplantsoen)                                | Beverwijk               | staal                                   |            |
| 1976      | Weerhaan                                                      | Piet Schoenmakers                | Plesmanweg 1                                                                                    | Beverwijk               | Brons, koperplaat                       |            |
| 1976      | Grafmonument burgemeester Bruinsma                            | René Karrer                      | Bankenlaan 174 (begraafplaats)                                                                  | Beverwijk               |                                         |            |
| 1979      | Zonder titel                                                  | Nico Betjes                      | Berghuisstraat bij 8                                                                            | Beverwijk               | Roestvast staal                         |            |
| 1984      | Willem Vessies                                                | Gerard van der Leeden            | Breestraat bij 41a                                                                              | Beverwijk               | Brons                                   |            |
| 1984      | Zonder titel                                                  | Nico Betjes                      | Kerkplein                                                                                       | Beverwijk               | Roestvast staal                         |            |
| 1988      | Koester het recht op Vrijheid                                 | Meta Bison                       | Kerkstraat                                                                                      | Beverwijk               | Marmer                                  |            |
| 1988      | Amnesty                                                       | Ruud van Zon                     | Laan der Mensenrechten bij nr 51                                                                | Beverwijk               | hout                                    |            |
| 1995      | Zuil                                                          | Lucebert                         | Vondellaan, op parkeerplaats voor het Rode Kruis Ziekenhuis                                     | Beverwijk               | Keramische tegels                       |            |
|           | Joost van den Vondel                                          |                                  | President Kennedyplein                                                                          | Beverwijk               |                                         |            |
| 1997      | Monument ter herinnering aan de Synagoge                      | Han Lokhorst                     | Breestraat                                                                                      | Beverwijk               | Graniet                                 |            |
| 2002      | Monument voor tolvrijdom en stadskleur                        | Jaap Velserboer en Willem Bakkum | Breestraat                                                                                      | Beverwijk               | Staal                                   |            |
| 2003      | Kikker                                                        | Martijn Zoetmulder               | Laan van Blois bij 176/ Westertuinen                                                            | Beverwijk               |                                         |            |
| 2004      | Wonderbare visvangst                                          | Jan van der Schoor               | Breestraat 93, (St. Agathakerk)                                                                 | Beverwijk               |                                         |            |
| 2005      | De Vroegelingen (4 objecten, 3 locaties)                      | Anna Mul (Anuka)                 | De Meerlanden/ Theo Uden Masmanlaan en 2 in wijkpark De Vlaskamp en 1 Waddenlaan / Terschelling | Beverwijk en Heemskerk  | aluminium en staal                      |            |
| 2007      | twee Rammen                                                   | Sjanneke van Herpen              | Westerhoutweg 18 (kinderboerderij)                                                              | Beverwijk               | Jura marmer                             |            |
| 2009      | Kunstobjecten Meerestein                                      | Regula Maria Müller              | Koolhovenstraat                                                                                 | Beverwijk               |                                         |            |
| 2009      | Transformatorhuisje met straatpoëzie                          | Gracia Khouw                     | Tacitus / Laan der Archeologie bij nr 85                                                        | Beverwijk               |                                         |            |
| 2010      | Levenslijn: elf pylonnen                                      | Sander Rood                      | Hendrik Mandeweg/Prinsenhof/Munnikenweide                                                       | Beverwijk               |                                         |            |
| 2016      | Verbinding (kindermonument)                                   | Marja Vessies-Nijman             | Bankenlaan 174 (begraafplaats)                                                                  | Beverwijk               |                                         |            |
| 2017      | Mussies                                                       | Sjanneke van Herpen              | Huidenlaan / Wilgenhoflaan                                                                      | Beverwijk               | graniet                                 |            |
| 2020      | Vijverbeeld                                                   | Anne-Marie van Sprang            | Bankenlaan 174 (begraafplaats)                                                                  | Beverwijk               |                                         |            |
| 2022      | Kunsobject Beekzang                                           | Maud van Gool                    | Velserweg 2 (Park Scheybee(c)k)                                                                 | Beverwijk               | metaal                                  |            |
| onbekend  | Gevelornament                                                 | onbekend                         | Anjelierenlaan (BSO De Anjelier)                                                                | Beverwijk               |                                         |            |
| onbekend  | Bewegend kunstwerk                                            | onbekend                         | Parallelweg 10                                                                                  | Beverwijk               |                                         |            |
| onbekend  | Vissen (water sculptuur)                                      | onbekend                         | Laan van Broekpolder / Emmy Belinfantenlaan                                                     | Beverwijk               |                                         |            |
| onbekend  | Zwaan (water sculptuur)                                       | onbekend                         | Laan van Broekpolder                                                                            | Beverwijk of Heemskerk? |                                         |            |
| onbekend  | Spelende kinderen (gevel mozaïek)                             | onbekend                         | Laan van Blois 193, (obs 't Kraaienest)                                                         | Beverwijk               |                                         |            |
| onbekend  | Gevelreliëfs ( 4 objecten, 4 locaties)                        | onbekend                         | van Meelstraat 2, Fokkerlaan 22, Van Riemsdijklaan 60, Evert van Dijkstraat 3                   | Beverwijk               |                                         |            |
| onbekend  | Gevelreliëfs ( 4 objecten, 2 woonblokken)                     | onbekend                         | Waalstraat 15-45 en Waalstraat 61-91                                                            | Beverwijk               |                                         |            |

## Wijk aan Zee
| Geplaatst | Omschrijving                                                                               | Kunstenaar                          | Straat                                            | Plaats       | Materiaal               | Afbeelding |
| --------- | ------------------------------------------------------------------------------------------ | ----------------------------------- | ------------------------------------------------- | ------------ | ----------------------- | ---------- |
| 1628      | Gevelsteen Man met vis                                                                     |                                     | Gasthuisstraat                                    | Wijk aan Zee |                         |            |
| 1937      | Gedenkteken met vlaggenmast ter ere van het huwelijk van Prinses Juliana en Prins Bernhard | Onbekend                            | Julianaplein / Zeecroft                           | Wijk aan Zee | Baksteen                |            |
| 1946      | Heilig Hartbeeld                                                                           | Henk Etienne                        | Sint Odulfstraat 4-6, (St. Odulphuskerk)          | Wijk aan Zee | zandsteen               |            |
| 1959      | Baadster met kind                                                                          | René Karrer                         | Rijckert Aertszweg 50 (bungalow, Hotel Hoge Duin) | Wijk aan Zee |                         |            |
| 1980      | Zonder titel                                                                               | Nico Betjes                         | Verlengde Voorstraat                              | Wijk aan Zee | Roestvast staal         |            |
| 1993      | Pannenkoek                                                                                 | Bauman                              | schoolplein De Vrijheit, Dorpsduinen              | Wijk aan Zee | steenklinkers           |            |
| 1995      | Abri                                                                                       | Madelon Hooykaas en Elsa Stansfield | Rijckert Aertszweg                                | Wijk aan Zee | aluminium               |            |
| 2004      | Chapel of Wijk aan Zee                                                                     | Vaclav Fiala                        | Relweg                                            | Wijk aan Zee | Roestvast staal         |            |
| 2020      | Zeespiegel                                                                                 | Rik Hermans                         | ter hoogte van strandpaviljoen De Kust            | Wijk aan Zee | plastic afval en metaal |            |
| 2020      | Scrabfish                                                                                  | Rik Hermans                         | strandopgang De Zwaanstraat                       | Wijk aan Zee | metaal                  |            |
| 2020      | Shimenawa                                                                                  | Annelies Kwaak                      | ter hoogte van strandpaviljoen Sunsea Bar         | Wijk aan Zee |                         |            |
| onbekend  | sculptuur                                                                                  | onbekend                            | van Ogtropweg / Hogeweg                           | Wijk aan Zee | metaal                  |            |
| onbekend  | sculptuur Schaakstuk en binnen gevelsteen van het oude rechthuis De Moriaan                | onbekend                            | Dorpsduinen 4 (Dorpshuis De Moriaan)              | Wijk aan Zee | metaal                  |            |
| onbekend  | Gevelsteen Lam                                                                             | onbekend                            | Dorpsduinen 9-11                                  | Wijk aan Zee |                         |            |
| onbekend  | Gevelsteen Drie sleutels                                                                   | onbekend                            | Sint Odulfstraat 23-23a (voormalig politiebureau) | Wijk aan Zee |                         |            |
| onbekend  | Gevelsteen Helmkrocht                                                                      | onbekend                            | Julianaweg 69                                     | Wijk aan Zee |                         |            |

## Kunstwerken, locatie onbekend
| Geplaatst | Omschrijving                                         | Kunstenaar        | Straat                                                | Plaats    | Materiaal | Afbeelding |
| --------- | ---------------------------------------------------- | ----------------- | ----------------------------------------------------- | --------- | --------- | ---------- |
| 1960      | Gevelreliëf (niet meer aanwezig)                     | onbekend          | Waalstraat 2, voormalige Don Boscoschool              | Beverwijk |           |            |
| 1962?     | Beeldengroep (niet meer aanwezig)                    | Pieter Starreveld | Plantage / Eikenstraat                                | Beverwijk |           |            |
| 1983 ?    | Gevelreliëf, (niet meer aanwezig)                    | onbekend          | Antillenstraat, voormalige Sint Janneke Kleuterschool | Beverwijk |           |            |
| onbekend  | Gevelsculptuur (niet meer aanwezig)                  | onbekend          | van Van Riemsdijklaan, voormalig Berlingh College     | Beverwijk |           |            |
| onbekend  | Kunstwerk, Ooievaar op het nest (niet meer aanwezig) | onbekend          | Zweedselaan 40                                        | Beverwijk |           |            |
| onbekend  | Kunstwerk De Vlieger (niet meer aanwezig)            | onbekend          | Fokkerlaan 2                                          | Beverwijk |           |            |